# Клепач, Андрея
Андрея Клепач (словен. Andreja Klepač; родилась 13 марта 1986 года в Копере, СФРЮ) — словенская теннисистка; победительница 11 турниров WTA в парном разряде.

## Общая информация
Андрея — одна из четырёх детей Невенки (работает в химической промышленности) и Драго Клепачей (волейбольный тренер); у неё также есть два брата и сестра.
Словенка в теннисе с трёх лет.

## Спортивная карьера

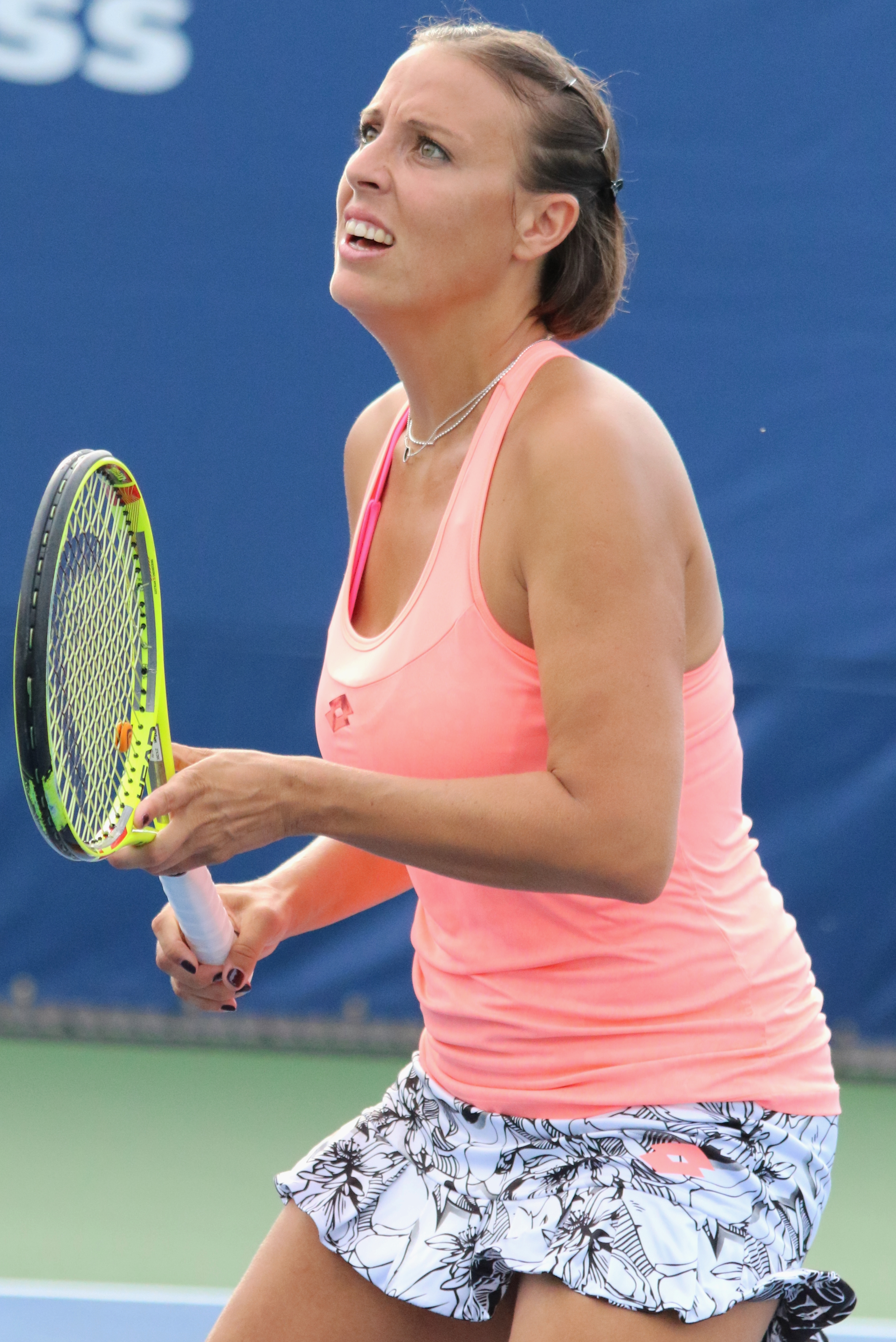
Клепач на Открытом чемпионате США 2016 года

Первое выступление Клепач в WTA-туре состоялось в апреле 2004 года на грунтовом турнире в Будапеште. В июле того же года она дебютировала в составе сборной Словении в розыгрыше Кубка Федерации. В апреле 2005 года она выиграла первый титул из цикла ITF. В сентябре 2006 года Клепач вышла в четвертьфинал домашнего турнира WTA в Портороже. В январе 2007 года Андрея через квалификацию пробилась на первый свой турнир серии Большого шлема — Открытый чемпионат Австралии. В сентябре 2007 года в альянсе с Еленой Лиховцевой она вышла в свой первый в карьере парный финал WTA на турнире в Портороже.
В феврале 2008 года Клепач достигла четвертьфинала турнира в Паттайе. В мае в четвертьфинал она выходит на грунтовом турнире в Стамбуле. В июле Андрея вышла в свой единственный в карьере одиночный финал WTA на соревнованиях в Будапеште. В борьбе за главный приз она уступила француженке Ализе Корне со счётом 6-7(5), 3-6. Благодаря этому результату, словенская теннисистка смогла на время войти в топ-100 женского одиночного рейтинга. В апреле 2009 года Клепач сыграла в парном финале турнира в Барселоне в дуэте с Сораной Кырстя.
В августе 2012 года Андрея сыграла на первых для себя Олимпийских играх, которые проводились в Лондоне. Выступив на Олимпиаде в парном разряде совместно с Катариной Среботник, Клепач смогла выйти только во второй раунд. В июне 2013 года она завоевала парный трофей на 100-тысячнике ITF в Марселе в команде с Сандрой Клеменшиц. В июле Клеменшиц помогла Клепач завоевать первый титул WTA. Они выиграла парные соревнования турнира в Бадгастайне.
На следующий год Клепач смогла вновь выйти в парный финал в Бадгастайне (в дуэте с Марией Тересой Торро Флор. Через неделю после этого их команда смогла уже добиться успеха. Клепач и Торро-Флор победили на турнире в Бостаде. В августе 2014 года с другой испанской теннисисткой Сильвией Солер-Эспиносой Андрея завоевала парный трофей на турнире в Нью-Хейвене. Осенью того же года она сыграла в парном финале турнира в Тяньцзине в партнёрстве с румынкой Кырстя.
В январе 2015 года Клепач смогла выйти в четвертьфинал в женском парном разряде на Открытом чемпионате Австралии, где она выступила с Клаудией Янс-Игнацик. В августе она вышла в финал парных соревнований в Вашингтоне в дуэте с Ларой Арруабарреной. На Открытом чемпионате США их пара достигла четвертьфинала, а в сентябре Арруабаррена и Клепач стали чемпионками турнира в Сеуле среди пар. Ещё одного финала они достигли в октябре на турнире в Гонконге.
На Открытом чемпионате Австралии 2016 года Клепач смогла достичь полуфинала в миксте совместно с Третом Конрадом Хьюи. На Уимблдонском турнире также в миксте она вышла в четвертьфинал, выступая с Александром Пейей. На Открытом чемпионате США уже в женской паре она вышла в четвертьфинал в альянсе с соотечественницей Катариной Среботник.
Следующего четвертьфинала Большого шлема в миксте Клепач достигла в 2017 году на Открытом чемпионате Франции в паре с Домиником Инглотом. На Открытом чемпионате США она третий год подряд сыграла в 1/4 финала в женской паре — на этот раз в команде с испанкой Марией Хосе Мартинес Санчес. В сентябре их партнёрство принесло титул на турнире в Токио, который стал пятым в карьере Клепач в WTA-туре.
В январе 2018 года Клепач и Мартинес Санчес вышли в парный финал турнира в Брисбене. На премьер-турнире турнире в Дохе в феврале их дуэт вышел в финал, где они уступили паре Габриэла Дабровски и Елена Остапенко. В начале апреля 32-летняя словенская теннисистка впервые вошла в топ-20 мирового парного рейтинга. В этом статусе она вышла в финал турнира в Чарлстоне. На Ролан Гаррос Клепач и Мартинес Санчес доиграли до четвертьфинала. В июне они взяли титул на турнире на Мальорки. В июле Клепач поднялась на самое высокую строчку парного рейтинга за карьеру — 12-е место.
На Открытом чемпионате Австралии 2019 года пара Клепач и Мартинес Санчес дошли до четвертьфинала, в котором уступили паре Маркета Вондроушова и Барбора Стрыцова. В августе Клепач в тандеме с чешской теннисисткой Луцией Градецкой добилась самого статусного трофей, выиграв парные соревнования турнира серии Премьер 5 в Цинциннати. В конце сезона она смогла победить на втором по значимости итоговом турнире Трофей элиты WTA, выступив на нём совместно с Людмилой Киченок. Ещё одну победу она взяла на соревнованиях цикла ITF, выиграв в декабря 100-тысячник Дубае в паре с Градецкой.
В мае 2021 года в паре с Дарьей Юрак вышла в финал турнира в Парме. На Открытом чемпионате Франции их дуэт достиг четвертьфинала. В июне на траве Клепач и Юрак выиграли турнир в Бад-Хомбурге. В августе им удалось выиграть на харде турнир в Сан-Хосе, а затем они вышли в финал крупного турнира в Монреале. Результаты по ходу сезона позволили Клепач и Юрак выступить на Итоговом турнире WTA, где они выиграли один матч из трёх в группе и не смогли пройти в плей-офф.
В начале 2022 года Клепач и Юрак вышли в финал в Аделаиде. В апреле в паре с Магдой Линетт удалось победить га грунтовом турнире WTA 500 в Чарлстоне. После этого титула Клепач поднялась на самое высокое в карьере — 11-е место парного рейтинга. На Уимблдоне Клепач сыграла в команде с Алексой Гуарачи и они доиграли до 1/4 финала. Клепач доиграла до конца сезона 2022 года и больше не играла на профессиональных турнирах.

## Итоговое место в рейтинге WTA по годам
| Год  | Одиночный рейтинг | Парный рейтинг |
| 2022 |                   | 36             |
| 2021 |                   | 19             |
| 2020 |                   | 39             |
| 2019 |                   | 30             |
| 2018 |                   | 18             |
| 2017 |                   | 24             |
| 2016 | 1 179             | 30             |
| 2015 |                   | 25             |
| 2014 | 833               | 43             |
| 2013 | 830               | 67             |
| 2012 | 508               | 78             |
| 2011 | 337               | 64             |
| 2010 | 323               | 100            |
| 2009 | 259               | 94             |
| 2008 | 131               | 118            |
| 2007 | 137               | 177            |
| 2006 | 216               | 184            |
| 2005 | 298               | 309            |
| 2004 | 412               | 426            |

## Выступления на турнирах

### Финалы турнировWTAв одиночном разряде (1)

#### Поражение (1)
| Легенда: До 2009 года       | Легенда: С 2009 года                       |
| --------------------------- | ------------------------------------------ |
| Турниры Большого шлема (0)* |                                            |
| Олимпиада (0)               |                                            |
| Итоговый турнир WTA (0)     |                                            |
| Трофей элиты WTA (0+1)      |                                            |
| 1-я категория (0)           | Premier Mandatory / WTA 1000 Mandatory (0) |
| 2-я категория (0)           | Premier 5 / WTA 1000 (0+1)                 |
| 3-я категория (0)           | Premier / WTA 500 (0+4)                    |
| 4-я категория (0)           | International / WTA 250 (0+5)              |
| 5-я категория (0)           | International / WTA 250 (0+5)              |

| Титулы по покрытиям | Титулы по месту проведения матчей турнира |
| ------------------- | ----------------------------------------- |
| Хард (0+6)*         | Зал (0)                                   |
| Грунт (0+3)         | Зал (0)                                   |
| Трава (0+2)         | Открытый воздух (0+11)                    |
| Ковёр (0)           | Открытый воздух (0+11)                    |

* количество побед в одиночном разряде + количество побед в парном разряде.
| №  | Дата         | Турнир            | Покрытие | Соперница в финале | Счёт       |
| 1. | 13 июля 2008 | Будапешт, Венгрия | Грунт    | Ализе Корне        | 6-7(5) 3-6 |

### Финалы турнировITFв одиночном разряде (7)

#### Победы (3)
| Легенда:                    |
| --------------------------- |
| 100.000 USD (0+2)*          |
| 80.000 (75.000)** USD (0+1) |
| 60.000 (50.000)** USD (0+2) |
| 25.000 USD (1+7)            |
| 15.000 (10.000)** USD (2+2) |

** призовой фонд до 2017 года
| Титулы по покрытиям | Титулы по месту проведения матчей турнира |
| ------------------- | ----------------------------------------- |
| Хард (0+6)*         | Зал (0+1)                                 |
| Грунт (3+8)         | Зал (0+1)                                 |
| Трава (0)           | Открытый воздух (3+13)                    |
| Ковёр (0)           | Открытый воздух (3+13)                    |

* количество побед в одиночном разряде + количество побед в парном разряде.
| №  | Дата            | Турнир            | Покрытие | Соперница в финале | Счёт        |
| 1. | 30 апреля 2005  | Рабат, Марокко    | Грунт    | Доминика Цибулкова | 6-1 3-6 6-4 |
| 2. | 16 июля 2006    | Торунь, Польша    | Грунт    | Йоанна Сакович     | 6-0 6-2     |
| 3. | 27 августа 2006 | Марибор, Словения | Грунт    | Дия Евтимова       | 6-4 2-6 6-3 |

#### Поражения (4)
| №  | Дата            | Турнир                  | Покрытие | Соперница в финале  | Счёт           |
| 1. | 29 августа 2004 | Марибор, Словения       | Грунт    | Маша Зец-Пешкирич   | 2-6 5-7        |
| 2. | 1 апреля 2006   | Абу-Даби, ОАЭ           | Грунт    | Катерина Авдиенко   | 4-6 2-6        |
| 3. | 23 июля 2006    | Днепропетровск, Украина | Грунт    | Кристина Антонийчук | 3-6 7-6(5) 4-6 |
| 4. | 13 марта 2011   | Ирапуато, Мексика       | Хард     | Марина Эракович     | 5-7 4-6        |

### Финалы Итоговых турнировWTAв парном разряде (1)

#### Победа (1)
| №  | Год  | Турнир           | Покрытие | Партнёрша       | Соперницы в финале       | Счёт    |
| 1. | 2019 | Трофей элиты WTA | Хард     | Людмила Киченок | Дуань Инъин Ян Чжаосюань | 6-3 6-3 |

### Финалы турнировWTAв парном разряде (23)

#### Победы (11)
| №   | Дата             | Турнир                | Покрытие | Партнёрша                  | Соперницы в финале                    | Счёт           |
| 1.  | 21 июля 2013     | Бадгастайн, Австрия   | Грунт    | Сандра Клеменшиц           | Кристина Барруа Элени Данилиду        | 6-1 6-4        |
| 2.  | 20 июля 2014     | Бостад, Швеция        | Грунт    | Мария Тереса Торро Флор    | Джоселин Рэй Анна Смит                | 6-1 6-1        |
| 3.  | 23 августа 2014  | Нью-Хэйвен, США       | Хард     | Сильвия Солер Эспиноса     | Аранча Парра Сантонха Марина Эракович | 7-5 4-6 [10-7] |
| 4.  | 27 сентября 2015 | Сеул, Южная Корея     | Хард     | Лара Арруабаррена          | Кики Бертенс Юханна Ларссон           | 2-6 6-3 [10-6] |
| 5.  | 23 сентября 2017 | Токио, Япония         | Хард     | Мария Хосе Мартинес Санчес | Дарья Гаврилова Дарья Касаткина       | 6-3 6-2        |
| 6.  | 24 июня 2018     | Мальорка, Испания     | Трава    | Мария Хосе Мартинес Санчес | Луция Шафаржова Барбора Штефкова      | 6-1 3-6 [10-3] |
| 7.  | 18 августа 2019  | Цинциннати, США       | Хард     | Луция Градецкая            | Анна-Лена Грёнефельд Деми Схюрс       | 6-4 6-1        |
| 8.  | 27 октября 2019  | Трофей элиты WTA      | Хард     | Людмила Киченок            | Дуань Инъин Ян Чжаосюань              | 6-3 6-3        |
| 9.  | 26 июня 2021     | Бад-Хомбург, Германия | Трава    | Дарья Юрак                 | Надежда Киченок Йоана Олару           | 6-3 6-1        |
| 10. | 8 августа 2021   | Сан-Хосе, США         | Хард     | Дарья Юрак                 | Габриэла Дабровски Луиза Стефани      | 6-1 7-5        |
| 11. | 10 апреля 2022   | Чарлстон, США         | Грунт    | Магда Линетт               | Луция Градецкая Саня Мирза            | 6-2 4-6 [10-7] |

#### Поражения (12)
| №   | Дата            | Турнир                  | Покрытие | Партнёрша                  | Соперницы в финале                                | Счёт              |
| 1.  | 23 октября 2007 | Порторож, Словения      | Хард     | Елена Лиховцева            | Рената Ворачова Луция Градецкая                   | 7-5 4-6 [7-10]    |
| 2.  | 19 апреля 2009  | Барселона, Испания      | Грунт    | Сорана Кырстя              | Нурия Льягостера Вивес Мария Хосе Мартинес Санчес | 6-3 2-6 [8-10]    |
| 3.  | 13 июля 2014    | Бадгастайн, Австрия     | Грунт    | Мария Тереса Торро Флор    | Каролина Плишкова Кристина Плишкова               | 6-4 3-6 [6-10]    |
| 4.  | 12 октября 2014 | Тяньцзинь, Китай        | Хард     | Сорана Кырстя              | Алла Кудрявцева Анастасия Родионова               | 7-6(6) 2-6 [8-10] |
| 5.  | 8 августа 2015  | Вашингтон, США          | Хард     | Лара Арруабаррена          | Белинда Бенчич Кристина Младенович                | 5-7 6-7(7)        |
| 6.  | 18 октября 2015 | Гонконг                 | Хард     | Лара Арруабаррена          | Ализе Корне Ярослава Шведова                      | 5-7 4-6           |
| 7.  | 6 января 2018   | Брисбен, Австралия      | Хард     | Мария Хосе Мартинес Санчес | Кики Бертенс Деми Схюрс                           | 5-7 2-6           |
| 8.  | 18 февраля 2018 | Доха, Катар             | Хард     | Мария Хосе Мартинес Санчес | Габриэла Дабровски Елена Остапенко                | 3-6 3-6           |
| 9.  | 8 апреля 2018   | Чарлстон, США           | Грунт    | Мария Хосе Мартинес Санчес | Алла Кудрявцева Катарина Среботник                | 3-6 3-6           |
| 10. | 22 мая 2021     | Парма, Италия           | Грунт    | Дарья Юрак                 | Кори Гауфф Кэти Макнейли                          | 3-6 2-6           |
| 11. | 15 августа 2021 | Монреаль, Канада        | Хард     | Дарья Юрак                 | Габриэла Дабровски Луиза Стефани                  | 3-6 4-6           |
| 12. | 9 января 2022   | Аделаида (I), Австралия | Хард     | Дарья Юрак Шрайбер         | Эшли Барти Сторм Сандерс                          | 1-6 4-6           |

### Финалы турнировITFв парном разряде (22)

#### Победы (14)
| №   | Дата             | Турнир                        | Покрытие   | Партнёрша           | Соперницы в финале                        | Счёт              |
| 1.  | 29 апреля 2005   | Рабат, Марокко                | Грунт      | Анетт Касик         | Хабиба Ифрах Мерьем Эль Хаддад            | 6-0 6-2           |
| 2.  | 11 сентября 2005 | Мадрид, Испания               | Хард       | Ника Ожегович       | Келли Лигган Седа Норландер               | 6-3 6-3           |
| 3.  | 1 апреля 2006    | Абу-Даби, ОАЭ                 | Хард       | Петра Цетковская    | Катерина Авдиенко Кристина Григорян       | 6-1 6-3           |
| 4.  | 16 июля 2006     | Торунь, Польша                | Грунт      | Екатерина Деголевич | Эдина Галловиц Ленка Тварошкова           | 7-6(5) 6-4        |
| 5.  | 3 сентября 2006  | Алфен-ан-ден-Рейн, Нидерланды | Грунт      | Даница Крстайич     | Лесли Буткевич Каролин Маес               | 6-2 7-6(1)        |
| 6.  | 6 апреля 2007    | Путиньяно, Италия             | Хард       | Моника Никулеску    | Джессика Киркланд Кармен Клашка           | 6-2 7-5           |
| 7.  | 4 августа 2007   | Римини, Италия                | Грунт      | Марет Ани           | Каролина Йованович Мервана Югич-Салкич    | 6-4 6-0           |
| 8.  | 5 декабря 2009   | Пршеров, Чехия                | Хард (зал) | Сандра Клеменшиц    | Каталин Мароши Дарья Юрак                 | 7-6(3) 3-6 [10-7] |
| 9.  | 4 июня 2010      | Марибор, Словения             | Грунт      | Тадея Маерич        | Александра Панова Ксения Первак           | 6-3 7-6(6)        |
| 10. | 18 июня 2010     | Падуя, Италия                 | Грунт      | Сандра Клеменшиц    | Клаудиа Джовине Валентина Сульпизио       | 4-6 6-4 [10-5]    |
| 11. | 25 июня 2010     | Гечо, Испания                 | Грунт      | Сандра Клеменшиц    | Лаура Зигемунд Лу Цзинцзин                | 6-0 6-0           |
| 12. | 14 августа 2011  | Казань, Россия                | Хард       | Екатерина Иванова   | Виталия Дьяченко Александра Панова        | Без игры          |
| 13. | 9 июня 2013      | Марсель, Франция              | Грунт      | Сандра Клеменшиц    | Эйжа Мухаммад Элли Уилл                   | 1-6 6-4 [10-5]    |
| 14. | 15 декабря 2019  | Дубай, ОАЭ                    | Хард       | Луция Градецкая     | Хеорхина Гарсия Перес Сара Соррибес Тормо | 7-5 3-6 [10-8]    |

#### Поражения (8)
| №  | Дата             | Турнир                   | Покрытие | Партнёрша                     | Соперницы в финале                 | Счёт               |
| 1. | 1 июля 2006      | Падуя, Италия            | Грунт    | Лариса Карвальо               | Рената Ворачова Дарья Юрак         | 4-6 3-6            |
| 2. | 27 сентября 2009 | Сен-Мало, Франция        | Грунт    | Орели Веди                    | Тимея Бачински Татьяна Гарбин      | 3-6 — отказ        |
| 3. | 8 мая 2010       | Рио-де-Жанейро, Бразилия | Грунт    | Мария Фернанда Альварес Теран | Бьянка Ботто Аманда Каррерас       | 6-3 4-6 [8-10]     |
| 4. | 3 июля 2010      | Кунео, Италия            | Грунт    | Сорана Кырстя                 | Ева Бирнерова Луция Градецкая      | 6-3 4-6 [8-10]     |
| 5. | 11 сентября 2010 | Бьелла, Италия           | Грунт    | Орели Веди                    | Мария Корытцева Иоана-Ралука Олару | 5-7 4-6            |
| 6. | 18 сентября 2010 | Местре, Италия           | Грунт    | Ева Бирнерова                 | Клаудиа Джовине Карин Кнапп        | 7-6(6) 5-7 [11-13] |
| 7. | 9 октября 2010   | Джуния, Ливан            | Грунт    | Ева Бирнерова                 | Рената Ворачова Петра Цетковская   | 5-7 2-6            |
| 8. | 4 июля 2011      | Торунь, Польша           | Грунт    | Эдина Галловиц-Холл           | Татьяна Малек Стефани Форетц Гакон | 2-6 5-7            |